# Passo dopo passo. La mia storia
Passo dopo passo. La mia storia (a cura di Enrico Rotelli) è l'autobiografia della ballerina Carla Fracci, pubblicata da Mondadori Editore nel dicembre 2013.

## Trama

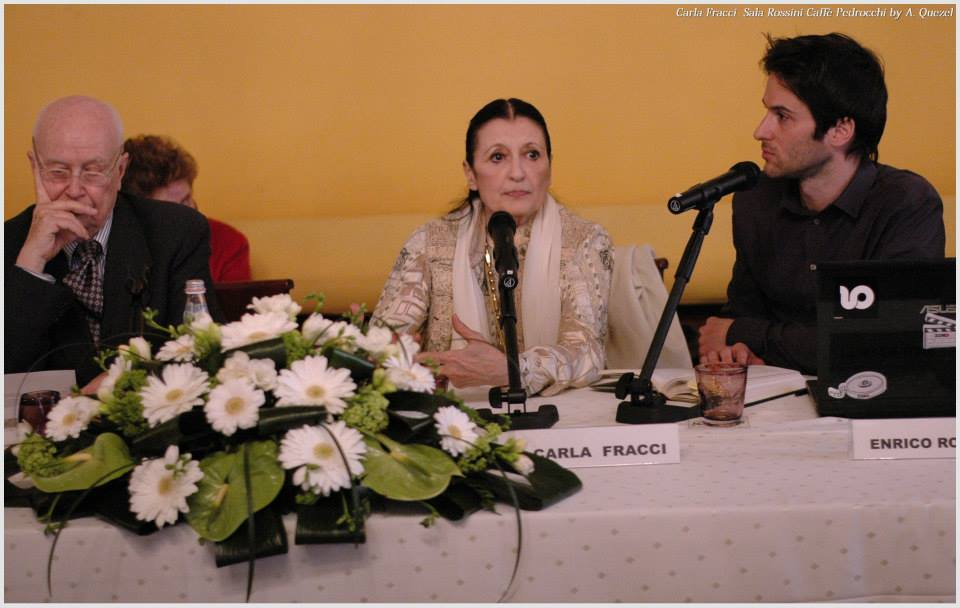
Beppe Menegatti, Carla Fracci e Enrico Rotelli durante una presentazione del libro.

Oltre a descrivere il proprio percorso artistico, in questo libro la ballerina mette in luce la parte intima della sua vita, aprendosi nei confronti del pubblico. Dall'infanzia trascorsa nella campagna lombarda all'ingresso alla scuola di ballo presso il Teatro alla Scala, fino ai successi con l'American Ballet Theatre e sui palcoscenici più importanti del mondo con ruoli acclamati come Giselle, Giulietta e la Silfide e collaboratori quali Erik Bruhn, Rudol'f Nureev, Paolo Bortoluzzi, Michail Baryšnikov, Vladimir Vasil'ev fino all'importante opera di decentramento della danza verso i paesi più sperduti.

## Accoglienza
Il libro è stato accolto favorevolmente dalla critica.